# Генерал-прокурор
Генерал-прокурор (рус. генерал-прокурор) био је министар правде Руске Империје и главни тужилац при Правитељствујушчем сенату.

## Историја

### 18. вијек
Генерал-прокурор као главни тужилац при Правитељствујушчем сенату установљен је указом Петра Великог од 12. јануара 1722. године (по старом календару). Претходна слична функција је постојала у виду тзв. генерал-ревизора (1715—1718) који је имао мања овлашћења. Помоћник генерал-прокурора у Сенату је био обер-прокурор, а при колегијумима су установљени прокурори (тужиоци). За првог генерал-прокурора постављен је Павле Иванович Јагужински. Генерал-прокурор је првобитно стајао на челу сенатске канцеларије и био сенатски дјеловођа, а истовремено је руководио и прокуратуром (тужилаштвом) која је била тростепено организована. Главне дужности генерал-прокурора су биле да пази на законитост сенатских одлука, као и да пази на пословни ред током сједница Правитељствујушчег сената. Био је главни посредник између Сената и императора. Установљавањем функције генерал-прокурора ојачала је и улога Сената као државног органа. Међутим, често је сам генерал-прокурор преовладавао над сенаторима.
За вријеме владавине императорке Катарине I, дана 8. фебруара 1726. године (по старом календару), основан је Врховни тајни савјет. Најутицајнији сенатори су прешли у његов састав, а функција генерал-прокурора је фактички била укинута. Први генерал-прокурор Јагужински је послат у Пољску, а номинални вршилац његове дужности је био обер-прокурор Војејков који пак није имао никакав утицај на Правитељствујушчи сенат. Након што је императорка Ана I васпоставила самодржавље, указом од 4. марта 1730. године (по старом календару) укинут је Врховни тајни савјет, а Сенат је добио назад своја овлашћења. Планирано је и именовање новог генерал-прокурора. Међутим, Правитељствујушчи сенат је свој пад поново доживио након што је 1731. основан Кабинет од три министра па тако ни нови генерал-прокурор није био именован.
Након ступања на престо императорке Јелисавете I (1741) издат је указ о укидању Кабинета и поновном успостављању Сената. Други по реду генерал-прокурор био је кнез Никита Јурјевич Трубецкој који је остао на тој функцији скоро током цјелокупног царствовања Јелисавете I. Генерал-прокурору је била потчињена полицијска Тајна канцеларија. Када је императорка Катарина Велика ступила на престо Сенат је значајно реформисан. Године 1763. подијељен је на шест департмана, и то четири у Санкт Петербургу и два у Москви. При општој сједници Сената се налазио генерал-прокурор, а при департманима обер-прокурори (осим у Првом департману). Пети по реду и дугогодишњи генерал-прокурор (1764—1792) био је кнез Александар Алексејевич Вјаземски. Императорка је најважније државне послове повјеравала генерал-прокурору чија је власт тиме значајно проширена. Он је фактички постао министар финансија, правде, унутрашњих послова и државни контролор (ревизор), а и даље му је била потчињена полицијска Тајна експедиција. Након оставке кнеза Вјаземског (1792) његове многобројне надлежности су подијељене између више лица. За вријеме петогодишње владавине императора Павла I (1796—1801) промијењено је чак четири генерал-прокурора.

### 19. вијек
Доласком на престо императора Александра I (1801) започета је значајна реформа државних органа (тзв. министарска реформа) када је извршена и сенатска реформа. Као темељни завршни акт донесен је указ од 8. септембра 1802. године (по старом календару) којим су прописана права и обавезе Правитељствујушчег сената, а истог дана је донесен и Проглас о оснивању министарстава. За вријеме царствовања Николаја I ови законодавни акти су укључени у састав Зборника закона Руске Империје. Звање генерал-прокурора је било сједињено са звањем министра правде чиме је једна од најважнијих државних функција Руске Империје у 18. вијеку сведена тек на министарску функцију у 19. вијеку. Такав положај генерал-прокурора је остао све до пада руске монархије (1917).
За вријеме владавине императора Александра II, дана 20. новембра 1864. године (по старом календару), спроведена је значајна судска реформа. Правитељствујушчи сенат је реформисан у врховни касациони суд при којем су образована два касациона департмана: кривични и грађански. Тужилачку власт у касационим департманима су вршили обер-прокурори и њихови замјеници. Тужилачку власт при општој сједници касационих департмана није вршио генерал-прокурор већ нарочити обер-прокурор. На тај начин генерал-прокурор није више непосредно вршио тужилачку власт већ је као министар правде вршио врховни надзор над свим државним тужиоцима.

## Списак генерал-прокурора
Генерал-прокурори при Правитељствујушчем сенату:
1. гроф Павле Иванович Јагужински (1722—1735);
2. кнез Никита Јурјевич Трубецкој (1740—1760);
3. кнез Јаков Петрович Шаховској (1760—1761);
4. Александар Иванович Глебов (1761—1764);
5. кнез Александар Алексејевич Вјаземски (1764—1792);
6. гроф Александар Николајевич Самојлов (1792—1796);
7. кнез Алексеј Борисович Куракин (1796—1798);
8. свијетли кнез Петар Васиљевич Лопухин (1798—1799);
9. Александар Андрејевич Беклешов (1799—1800);
10. Петар Хрисанфович Оболјанинов (1800—1801).

Генерал-прокурори и министри правде:
1. Гаврил Романович Державин (1802—1803);
2. свијетли кнез Петар Васиљевич Лопухин (1803—1810);
3. Иван Иванович Дмитријев (1810—1814);
4. Дмитриј Прокофјевич Трошчински (1814—1817);
5. кнез Дмитриј Иванович Лобанов-Ростовски (1817—1827);
6. кнез Алексеј Алексејевич Долгоруков (1827—1829);
7. Дмитриј Васиљевич Дашков (1829—1839);
8. гроф Дмитриј Николајевич Блудов (1839);
9. гроф Виктор Никитич Пањин (1839—1862);
10. Дмитриј Николајевич Замјатнин (1862—1867);
11. кнез Сергеј Николајевич Урусов (1867);
12. гроф Константин Иванович Пален (1867—1878);
13. Дмитриј Николајевич Набоков (1878—1885);
14. Николај Аксентијевич Манасеин (1885—1894);
15. Николај Валеријанович Муравјов (1894—1905);
16. Сергеј Сергејевич Манухин (1905);
17. Михаил Григоријевич Акимов (1905—1906);
18. Иван Григоријевич Шчегловитов (1906—1915);
19. Александар Алексејевич Хвостов (1915—1916);
20. Александар Александрович Макаров (1916);
21. Николај Александрович Добровољски (1916—1917).